# Франц Бюлер
Фра́нц Бю́лер (нім. Franz Bühler; нар. 12 квітня 1760, Унтершнайдгайм — пом. 4 лютого 1823, Аугсбург) — австрійський музикант і композитор.

## Біографія
Народився біля містечка Ньордлінген у родині вчителів. 1770 року він почав співати в хорі хлопчиків в абатстві Нересхайм. З
1775 року Франц почав серйозно й наполегливо вивчати філософію і теологію. 1778 року він навчався музики у монахів-бенедиктівців у монастирі Св. Хреста міста Донаувьорт, брав уроки у композитора Антоніо Розетті, який співав у придворній хоровій капеллі «Walterstein» у сусідньому княжестві Оттінген-Вальтерштайн. Під керівництвом абата Коулестина ІІ він досяг особливих успіхів. За шість років Франц Бюлер отримав сан священника і церковне ім'я Григорія. 1794 року, залишивши монастир, Франц обійняв посаду органіста у місті Больцано.
З 1801 року Бюлер виконував обов'язки капельмейстра у кафедральному соборі в Аугсбурзі. У цей період композитор написав багато творів для богослужінь. Композитор прагнув, щоб зміст його мес був зрозумілим усім парафіянам, тому усі його духовні твори були дуже популярними. Францу Бюлеру належить багато мес, реквіємів, гімнів і церковних пісень, крім того, ним були написані камерні і клавірні твори. Він є автором «Німецької меси» під назвою «Пісня-проповідь» (Predigtlied). Духовні твори Франца Бюлера виконуються в австрійських церквах й сьогодні. 2008 року у Відні за постановою муніципальної ради було побудовано культурний центр, названий на честь композитора, метою якого є знайомство й ретельне вивчення музичного доробку композитора.
«Німецька меса» Франца Бюлера — одна з мес, яка має найбільшу кількість частин (12): Predigtlied, Segenslied, Eingang, Gloria, Nach
der Epistel, Credo, Offertorium, Sanctus, Unter der Wandlung, Nach der Wandlung, Communio, Hochzeitslied.